# Coulogne
Coulogne é uma comuna francesa na região administrativa de Altos da França, no departamento de Pas-de-Calais. Estende-se por uma área de 9,16 km². Em 2010 a comuna tinha 5 609 habitantes (densidade: 612,3 hab./km²).